# Oliva de Plasencia
Oliva de Plasencia település Spanyolországban, Cáceres tartományban. Oliva de Plasencia Ahigal, Guijo de Granadilla, Villar de Plasencia, Cabezabellosa, Plasencia és Valdeobispo községekkel határos. Lakosainak száma 292 fő (2024).

## Népesség
A település népessége az elmúlt években az alábbi módon változott:
| Lakosok száma | 289  | 265  | 271  | 286  | 303  | 264  | 316  | 303  | 286  | 292  |
|               | 2001 | 2004 | 2006 | 2009 | 2011 | 2014 | 2016 | 2019 | 2021 | 2024 |